# Нова Розедранка
Нова Розедранка (пол. Nowa Rozedranka) — село в Польщі, у гміні Сокулка Сокульського повіту Підляського воєводства.
Населення — 164 особи (2011).

## Демографія
Демографічна структура станом на 31 березня 2011 року:
|          | Загалом | Допрацездатний вік | Працездатний вік | Постпрацездатний вік |
| -------- | ------- | ------------------ | ---------------- | -------------------- |
| Чоловіки | 74      | 15                 | 52               | 7                    |
| Жінки    | 90      | 16                 | 51               | 23                   |
| Разом    | 164     | 31                 | 103              | 30                   |